# Team Solution Tech-Vini Fantini
Solution Tech-Vini Fantini is een Italiaanse wielerploeg die in 2022 werd opgericht. Voor 2022 verkreeg het meteen een UCI-licentie als continentaal team. In 2023 verkreeg het team de status van ProTeam en daarmee startrechten voor de wedstrijden op de UCI ProSeries-kalender en kwam daarmee ook in aanmerking om wildcards te ontvangen voor wedstrijden op de UCI World Tour-kalender. De selectie in 2023 omvatte twintig renners waarvan dertien de Italiaanse nationaliteit hadden.
Voor de start van de Ronde van Italië op 6 mei sloot Selle Italia zich aan als co-sponsor en mede-naamgever van het team dat als Team Corratec-Selle Italia verder ging. Voor 2024 werd de naam aangepast naar Team Corratec-Vini Fantini. In 2025 ging het team verder als Solution Tech-Vini Fantini.

## Ploegnamen
| Periode   | Naam                       | Code | PC                   | Fietsmerk |
| --------- | -------------------------- | ---- | -------------------- | --------- |
| 2022-2023 | Team Corratec              | COR  | CT (2022) Pro (2023) | Corratec  |
| 2023      | Team Corratec-Selle Italia | COR  | Pro                  | Corratec  |
| 2024      | Team Corratec-Vini Fantini | COR  | Pro                  | Corratec  |
| 2025      | Solution Tech-Vini Fantini | TFT  | Pro                  | Pardus    |

## Renners in 2022
N.B. alleen die renners die alleen in 2022 voor de ploeg reden zijn hier vermeld. Voor de overigen zie de jaarpagina's 2023-2025.

## Grote Rondes
| Ronde van Italië | Ronde van Italië   | Ronde van Italië |
| Jaar             | Hoogste klassering | Etappewinst      |
| ---------------- | ------------------ | ---------------- |
| 2023             | 84e Karel Vacek    |                  |

## Overwinningen
N.B. Zie voor 2023-2025 de jaarpagina's.
| 2022 2e etappe Ronde van Táchira: Dušan Rajović 2e etappe Ronde van Antalya: Dušan Rajović Poreč Trophy: Dušan Rajović 3e etappe deel B Sibiu Cycling Tour: Stefano Gandin 1e etappe Ronde van Venezuela: Stefano Gandin | 0 2e etappe Ronde van Venezuela: Dušan Rajović 6e etappe Ronde van Venezuela: Veljko Stojnić 7e etappe Ronde van Venezuela: Dušan Rajović 8e etappe Ronde van Venezuela: Stefano Gandin 4e etappe Ronde van Guadeloupe: Veljko Stojnić |

### Kampioenschappen
Nationale
2022: Servië, tijdrit: Dušan Rajović
2022: Servië, wegwedstrijd: Dušan Rajović
2022 · 2023 · 2024 · 2025
Amella · Baldaccini · Barać · Conti · Dalla Valle · Gandin · Iacchi · Konychev · Masotto · Murgano · Olivero · Ponomar (vanaf 10/8) · Quarterman · Quartucci · Stojnić · Stöckli · Tivani · Vacek · van Empel · Viviani · Zambelli · Darbellay (stagiair) · Debons (stagiair) · Tsarenko (stagiair)
Amella · Baldaccini · Balmer (vanaf 14/5) · Bonifazio · Conti · Darbellay · Debons · González (vanaf 31/3) · Iacchi · Mareczko · Masotto · Monaco · Murgano · Olivero · Padoen · Ponomar · Samudio (vanaf 1/8) · Quartucci · Sbaragli · Stewart · Stöckli · Tsarenko · van Empel · Viviani · Zambelli · Bögli (stagiair) · Parravano (stagiair) · Tissières (stagiair)
Burgos-Burpellet-BH · Caja Rural-Seguros RGA · Equipo Kern Pharma · Euskaltel-Euskadi · Israel-Premier Tech · Lotto · Q36.5 Pro Cycling Team · Solution Tech-Vini Fantini · Team Corratec-Vini Fantini · Team Flanders-Baloise · Team Novo Nordisk · Polti VisitMalta · TotalEnergies · Tudor Pro Cycling Team · Unibet Tietema Rockets · Uno-X Mobility · VF Group-Bardiani CSF-Faizanè · Wagner Bazin WB
Zie ook: UCI ProSeries · Continental Circuits